# Мосьциська (Підляське воєводство)
Мосьциська (пол. Mościska) — село в Польщі, у гміні Міхалово Білостоцького повіту Підляського воєводства.
Населення — 68 осіб (2011).
У 1975-1998 роках село належало до Білостоцького воєводства.

## Демографія
Демографічна структура станом на 31 березня 2011 року:
|          | Загалом | Допрацездатний вік | Працездатний вік | Постпрацездатний вік |
| -------- | ------- | ------------------ | ---------------- | -------------------- |
| Чоловіки | 30      | 3                  | 21               | 6                    |
| Жінки    | 38      | 5                  | 19               | 14                   |
| Разом    | 68      | 8                  | 40               | 20                   |